# ダニエル・キング
ダニエル・キング（Danielle King、1990年11月21日 - ）は、イングランド、サウサンプトン出身の女子自転車競技（トラックレース）選手。
ダニ・キング（Dani King）ともいう。

## 来歴
2011年
- トラックレース世界選手権
  -  団体追抜 優勝（+ ウェンディ・フーヴナゲル、ローラ・トロット）
  - スクラッチ 3位
- ヨーロッパ自転車競技選手権大会（欧州選手権）
  - U23部門・団体追抜 優勝
  - 団体追抜 優勝（+ ローラ・トロット、ジョアンナ・ロウセル）

2012年
- UCIトラックワールドカップ2011-2012
  - ロンドン - 団体追抜 優勝
- トラックレース世界選手権
  -  団体追抜では、ジョアンナ・ロウセル、ローラ・トロットとともに出場。予選・3分16秒850、決勝・3分15秒720と、いずれも世界新記録を樹立して優勝に貢献。
- ロンドンオリンピック・団体追抜においても、ジョアンナ・ロウセル、ローラ・トロットとともに出場。予選・3分15秒669、1回戦・3分14秒682、決勝・3分14秒051と、いずれも世界新記録を樹立して金メダル獲得に貢献。
- UCIトラックワールドカップ2012-2013
  - グラスゴー - 団体追抜 優勝

2013年
- トラックレース世界選手権
  -  団体追抜 優勝（+ ローラ・トロット、エリノア・バーカー）